# Aubervilliers

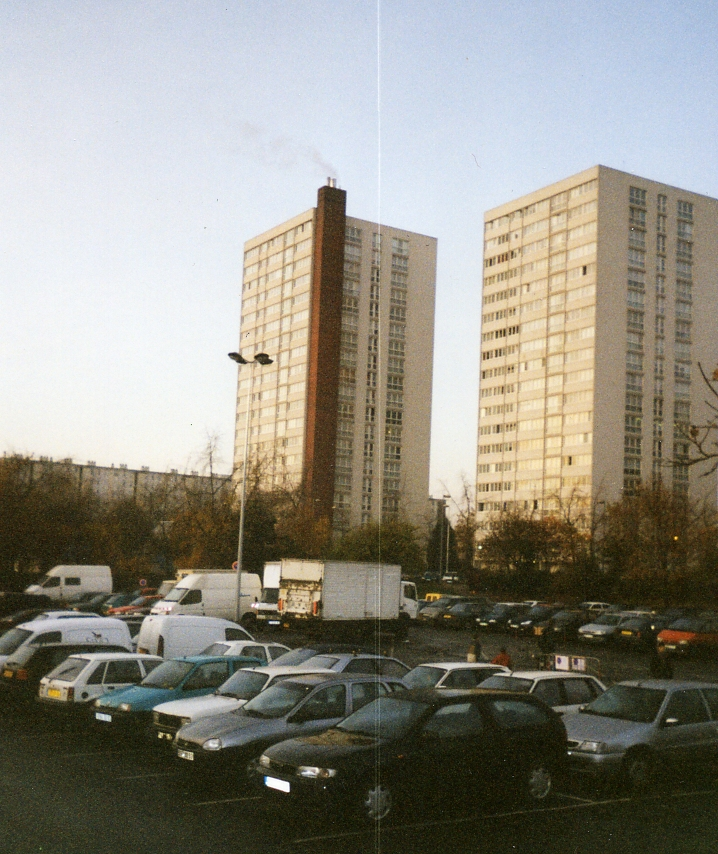
Aubervilliers

Położenie Aubervilliers w ramach aglomeracji paryskiej

Aubervilliers (wymowaⓘ) – miasto i gmina we Francji, w regionie Île-de-France, w departamencie Sekwana-Saint-Denis. Znajduje się w miejskim zespole Paryża. Ma rozwinięty przemysł konstrukcji metalowych i chemiczny.
Według danych na rok 1990 gminę zamieszkiwało 67 557 osób, a gęstość zaludnienia wynosiła 11729 osób/km² (wśród 1287 gmin regionu Île-de-France Aubervilliers plasuje się na 15. miejscu pod względem liczby ludności, natomiast pod względem powierzchni na miejscu 625.).

## Współpraca
- Bajt Dżala, Palestyna
- Jena, Niemcy
- Bouly, Mauretania